# Bundesverband mittelständische Wirtschaft
Der Bundesverband mittelständische Wirtschaft – Unternehmerverband Deutschlands e. V. (BVMW) ist ein Spitzenverband der mittelständischen Wirtschaft mit Sitz in Berlin. Der BVMW vertritt berufs- und branchenübergreifend sowie parteipolitisch unabhängig die Interessen der mittelständischen Wirtschaft in Deutschland.

## Gründung
Der BVMW wurde 1975 in Bonn gegründet. Einige Mittelständler suchten in Bonn den Kontakt zu Parlamentariern, mit dem Ziel für ihre Belange zu lobbyieren. Die Wirtschaftspolitik sollte sich nicht nur an den Konzernen orientieren. Auslöser war eine Pleitewelle unter mittelständischen Unternehmen in Nordrhein-Westfalen.
Der Verband finanziert sich nach eigenen Angaben seit seiner Gründung aus Mitgliedsbeiträgen und Spenden.

## Themen
Der BVMW befasst sich mit mittelstandsrelevanten Themen. Dabei wird der Verband von Unternehmerinnen und Unternehmern unterstützt, die in Kommissionen und Expertenkreisen mitwirken.
Begleitet wird die Arbeit des BVMW durch einen Wissenschaftlichen Beirat, unter dem Vorsitz des Direktors des Hamburgischen Weltwirtschaftslnstituts (HWWI) in Trägerschaft der Handelskammer Hamburg.
Im Politischen Beirat sind Politiker aller demokratischen im Bundestag Parteien vertretenen.

## Finanzen
Gemäß dem Lobbyregister des Deutschen Bundestags betrugen die finanziellen Aufwendungen im Bereich der Interessenvertretung des Verbands im Geschäftsjahr 2021 rund 8.180.000 Euro.

## Organisation

### Präsident und Geschäftsführung
An der Spitze des Vereines steht der Vorstand mit einem Präsidenten. Dieses Amt hatte von 1998 bis zum 31. Oktober 2020 der bei einem Autounfall tödlich verunglückte Unternehmer Mario Ohoven inne – zugleich auch Präsident der Europäischen Vereinigung der Verbände Kleiner und Mittlerer Unternehmen CEA-PME (Confédération Européenne des Associations de Petites et Moyenne Entreprises). Mitglieder des Präsidiums sind der Wirtschaftsprüfer und Steuerberater Jochen Leonhardt, die Unternehmer Gordon Pelz, Helmut Baur und Arthur Zimmernann, Bauingenieur Willi Grothe sowie der Pädagoge Thiemo Fojkar. Der Bundesgeschäftsführer des Verbandes ist seit 2023 Christoph Ahlhaus. Der Geschäftsleitung gehören an: Michael Woltering, Michael Dammenhein und Andreas Jahn.

#### Präsidenten
- 1982–1989: Hubertus Geissel
- 1989–1998: Helmut Becker (1942–2018)
- 1998–2020: Mario Ohoven (1946–2020)
- 2021/2022 : Satzungsänderung : Präsident ersetzt durch Vorsitzender
- 2021–2023:  Markus Jerger (Vorsitzender)
- 2023–       :  Christoph Ahlhaus (Vorsitzender)

### Bundeswirtschaftssenat
Dem sogenannte Bundeswirtschaftssenat gehören 230 Persönlichkeiten des deutschen Mittelstandes an. Die Arbeit des Bundeswirtschaftssenats wird durch den Generalsekretär, den früheren Innensenator und Ersten Bürgermeister Hamburgs, Christoph Ahlhaus, sowie sieben Direktoren in den einzelnen Regionen koordiniert.

### Regionale Standorte
Die Bundeszentrale hat ihren Sitz in Berlin. Die Betreuung der Mitglieder vor Ort erfolgt durch etwa 300 Regionalbüros. Die Verbandsrepräsentanten vernetzen die Mitgliedsunternehmen, veranstalten regionale Events und leisten unternehmerische Unterstützung vor Ort.

### Internationale Standorte
Der BVMW ist mit derzeit 58 Auslandsbüros international vertreten. Neben dem EU-Verbindungsbüro in Brüssel ist der Verband in Asien, Mittelosteuropa und Afrika präsent. Die Auslandsbüros fungieren in den Zielländern als Vermittler von Kontakten, Informationen, Wissen und Dienstleistungen.

### Initiativen

#### Mittelstandsinitiative Lateinamerika
Ziel der im Jahr 2024 gegründeten Mittelstandsinitiative Lateinamerika ist es, deutsche Unternehmen zu unterstützen, die in dieser Region geschäftlich aktiv werden wollen. Dies erfolgt in enger Zusammenarbeit mit den jeweiligen Auslandsvertretungen in der Region und regionalen Kooperationspartnern.  Die folgenden Auslandsvertretungen sind Teil der Mittelstandsinitiative Lateinamerika:
- Argentinien
- Brasilien
- Chile
- Costa Rica
- Honduras
- Kolumbien
- Mexico
- Panama
- Paraguay
- Peru
- Uruguay

#### Mittelstandsallianz Afrika
Die Mittelstandsallianz Afrika unterstützt Unternehmen beim Eintritt in den jeweiligen Zielmarkt in Afrika und bietet eine Plattform für das Knüpfen von Geschäftskontakten. 

### Mittelstandsallianz
In der Mittelstandsallianz haben sich die nachfolgend benannten Branchenverbände unter dem Dach des Bundesverbands mittelständische Wirtschaft zu einer gemeinsamen politischen Stimme vereinigt:
- Bildungsverband e. V. (BBB)
- Bundesverband Breitbandkommunikation e. V. (BREKO)
- Bundesverband der Bilanzbuchhalter und Controller e. V. (BVBC)
- Bundesverband der Dolmetscher und Übersetzer e. V. (BDÜ)
- Bundesverband Deutscher Anzeigenblätter e. V. (BVDA)
- Bundesverband Deutscher Innovations-, Technologie- und Gründerzentren e. V. (BVIZ)
- Bundesverband Deutscher Omnibusunternehmer e. V. (bdo)
- Bundesverband Digitale Wirtschaft e. V. (BVDW)
- Bundesverband Factoring e. V. (BFM)
- Bundesverband IT-Mittelstand e. V. (BITMI)
- Bundesverband für selbstständige Wissensarbeit e. V. (ADESW)
- Bundesverband Medien und Marketing e. V. (BVMM)
- Bundesverband Mergers & Acquisitions e. V.
- Bundesverband Mittelständischer Werte-Logistiker e. V. (BMWL)
- Bundesverband Sekundärrohstoffe und Entsorgung e. V. (BVSE)
- Bundesverband Taxi und Mietwagen e. V.
- Bundesverband der Unternehmervereinigungen e. V. (BUV)
- COMMON Deutschland e. V.
- Dachgesellschaft Deutsches Interim Management e. V. (DDIM)
- Deutscher Betriebssportverband e. V. (DBSV)
- Eigenheimerverband Deutschland e. V. (BDSE)
- Europäischer Ladungs-Verbund internationaler Spediteure (E.L.V.I.S)
- European Association for Training Organisations e. V. (EATO)
- FAMAB Kommunikationsverband e. V. (FAMAB)
- Händlerbund e. V.
- Krankenhaus-Kommunikations-Centrum e. V. (KKC)
- patentverein.de
- Verband Deutscher Auskunfts- und Verzeichnismedien e. V. (VDAV)
- Verband Deutscher Realschullehrer (VDR)
- Verband für die mittelständische Wirtschaftsprüfung e. V. (wp.net)
- Verband der Gründer und Selbstständigen Deutschland e. V. (VGSD)

Seit 2017 kooperiert der Verband mit dem sogenannten Bund der Steuerzahler Deutschland (BdSt), welcher als Ziele die Senkung von Steuern und Abgaben sowie die Verringerung von Bürokratie, „Steuerverschwendung“ bzw. der „Ausgabenwut“ und Staatsverschuldung nennt.

### Kritik
Nach Recherchen des Handelsblatts im Jahr 2015 waren die vom BVMW angegebenen Mitgliederzahlen maßlos übertrieben. Im Jahr 2015 hätte der BVMW angegeben, 270.000 Unternehmen zu vertreten. Die Mitgliedszeitschrift des Verbands hatte zu diesem Zeitpunkt aber weniger als 17.000 Abonnenten und interne Zahlen aus dem Verband hätten darauf schließen lassen, dass der BVMW nur gut 15.000 Mitglieder besäße. Demgegenüber beträgt die vom BVMW offiziell angegebene Mitgliederzahl 55.000.
Neben der Kritik, der BVMW übertreibe die eigene Bedeutung in der Außendarstellung, gab es Vorwürfe, der damalige Präsident Mario Ohoven vermische Geschäftliches mit Privatem. Die „Welt am Sonntag“ berichtete im Juni 2019 über eine Geburtstagsfeier für den Präsidenten, bei der die Kosten für die Musiker von rund 26.000 Euro über eine andere Verbandsveranstaltung abgerechnet worden sein sollen. Angeblich bezahlte der Verband auch Rechnungen von Luxushotels.

## Publikationen
Der BVMW gibt alle zwei Monate das Magazin „Mittelstand.“ heraus.

## Mitgliedschaften
Confédération Européenne des Associations de Petites et Moyennes Entreprises (CEA-PME)
Netzwerk Europäische Bewegung.
International Network for Small and Medium Sized Enterprises (INSME)